# 北小岩蛙
北小岩蛙（学名：Ingerana borealis）为赤蛙科小岩蛙属的两栖动物。在中国大陆，分布于西藏等地，主要生活于流溪石下。其生存的海拔为400米。该物种的模式产地在印度。